# Hermann Hilmer (Pastor)
Hermann Hilmer (vollständiger Name Heinrich Christian Hermann Hilmer; * 6. November 1841 in Burgdorf; † 1. Oktober 1916) war ein deutscher evangelischer Pastor, Senior und Superintendent.

## Leben
Hilmer besuchte das Gymnasium Josephinum in Hildesheim und das Gymnasium Georgianum in Lingen, bevor er an der Universität Göttingen das Fach Theologie studierte. Ostern 1867 wurde er in Hannover als Ordinarius der Quinta an der dortigen Realschule I. Ordnung angestellt. An dieser Schule arbeitete er zuletzt Weihnachten 1873 als Ordinarius der Untertertia. Am 3. Dezember 1873 übernahm er die Stelle des zweiten Predigers an der hannoverschen St. Aegidienkirche.
Zuletzt arbeitete Hilmer, der auch als Senior in Hannover wirkte, als erster Pfarrer an der Aegidienkirche, sowie als Superintendent, bevor er in den Ruhestand ging.

## Schriften
- Der christliche Wunderbegriff und die moderne Weltanschauung, Hannover 1871
- Luther’s Persönlichkeit, in: Vorträge zur 400 jährigen Geburtstags-Feier von Martin Luther. Zur Erinnerung an die Lutherfeier in Hannover am 10. und 11. November 1883, Hannover: Gebr. Jäneke, 1884, S. 14–25
- Predigt zum Gedächtniß des Heimgangs Sr. Majestät des Königs Georg V. Gehalten in dem Trauergottesdienst der Aegidienkirche am 16.Juni 1878, 3. Auflage, 20 Seiten mit Illustrationen, Hannover: Weichelt [u. a.], [1878ff.]
- Vortrag über die Zwecke und Ziele des Evangelischen Bundes, gehalten am 12. April 1889 / von Pastor Dr. Hilmer zu Hannover, Hannover: Hofbuchdruckerei der Gebrüder Jänecke, [1889]